# Giovanni Battista Filippo Basile

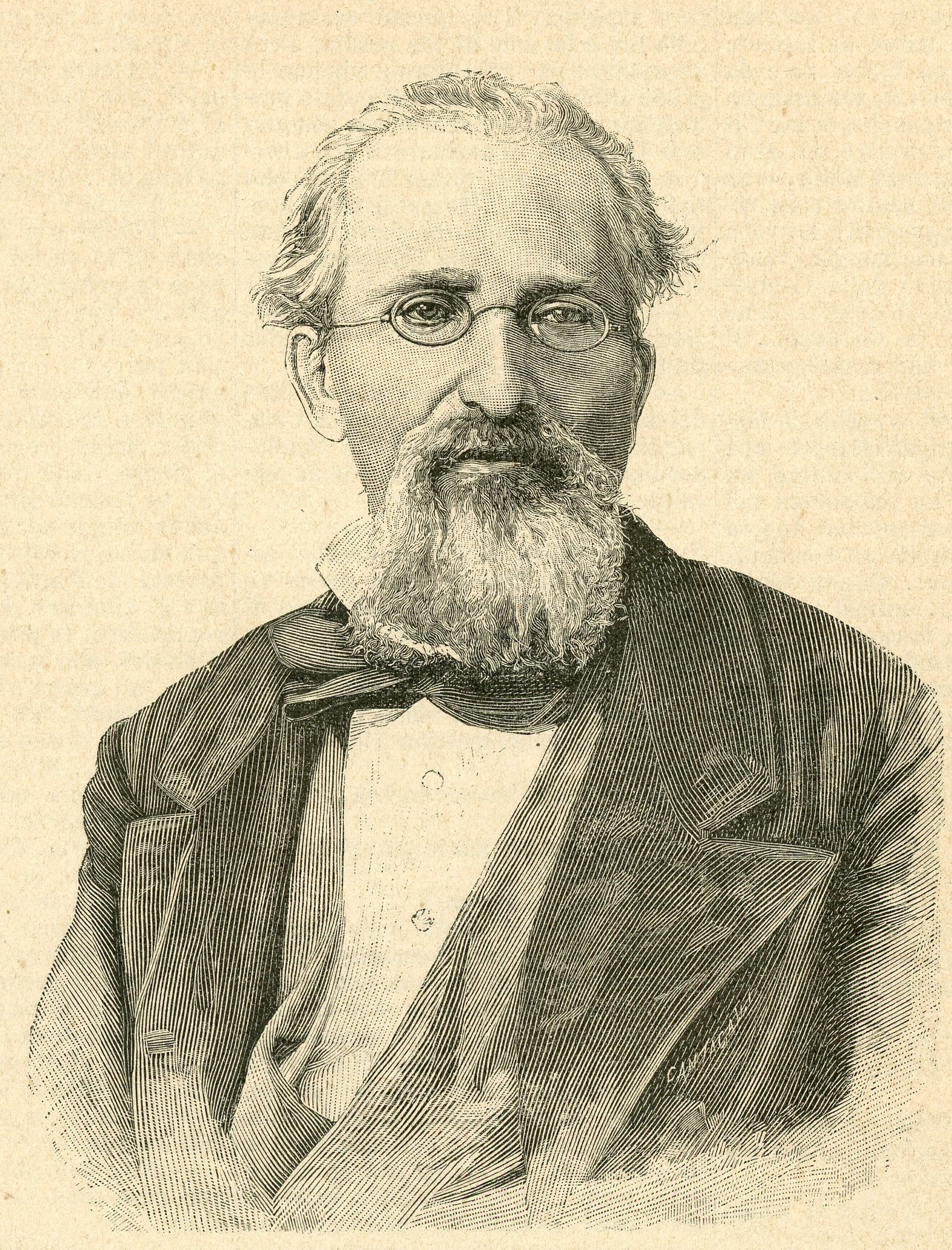
Giovan Battista Filippo Basile

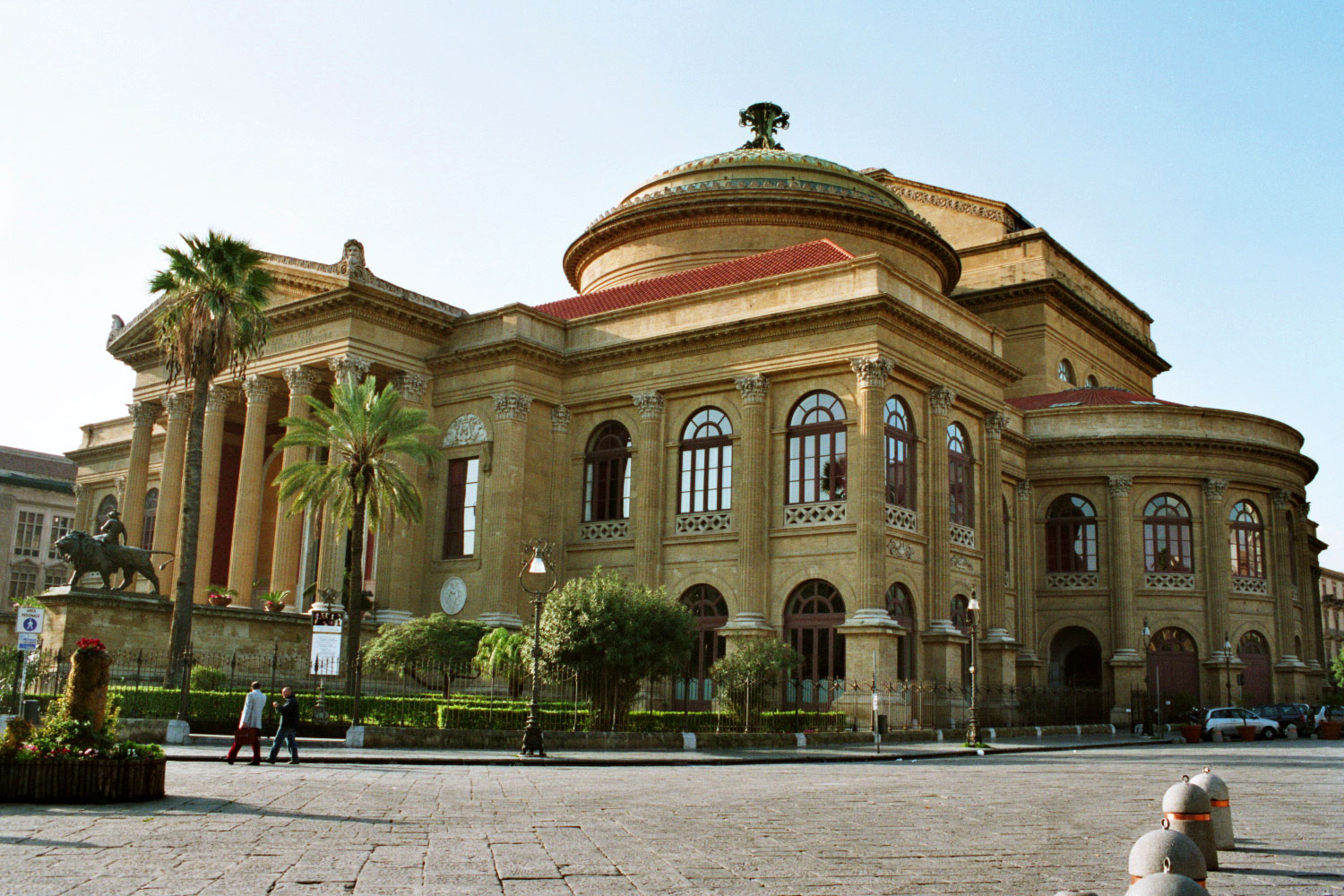
Teatro Massimo in Palermo

Giovanni Battista Filippo Basile (* 8. August 1825 in Palermo; † 16. Juni 1891 ebenda) war ein italienischer Architekt und Landschaftsarchitekt. Seine Werke befinden sich auf ganz Sizilien. Er war Vater des Architekten Ernesto Basile.
Giovanni Battista Filippo Basile studierte Architektur an der Universität Palermo. Nach der laurea 1846 erhielt er die Möglichkeit, sich in Rom an der Accademia di San Luca und an der Sapienza weiterzubilden. 1848 beteiligte er sich als Baumeister für militärische Anlagen am Aufstand von Palermo, der kurzfristig zu einem unabhängigen Sizilien unter Ruggero Settimo führte, 1860 gehörte er zu den Anhängern Garibaldis. Von 1863 bis 1870 war er Leiter des Bauamts der Stadt Palermo. 1863 wurde er auch zum Professor für architettura decorativa e composizione an der Universität Palermo ernannt. Er war commendatore des Ordens der Krone von Italien und des Ritterordens der Heiligen Mauritius und Lazarus.
Er war klassizistisch orientiert, benutzte aber auch Stilelemente anderer Epochen. Die Pläne für die Friedhöfe in Caltagirone und Monreale im Jahre 1853 zeigen Anregungen durch die normannisch-sizilische Architektur. Basile betrieb ausführliche Studien zur korinthischen Ordnung, die er im Teatro Massimo, seinem Meisterwerk, realisierte. Allerdings starb er vor der Vollendung des Werkes, sodass sein Sohn Ernesto Basile den Bau der Oper 1897 vollendete. Den Entwurf für den Wettbewerb hatte er 1864 eingereicht, 1868 wurde ihm der erste Preis zuerkannt. Die Bauarbeiten begannen 1875, lokale Intrigen führten zu Unterbrechungen, sodass erst ab 1890 kontinuierlicher, wenn auch nicht ohne weitere Störungen, gebaut werden konnte.
Weitere Arbeiten von ihm sind die Fassade der Kathedrale von Acireale, Villino Favaloro (1881–1891), Villa Vittorio Emanuele in Caltagirone und die Fassade des italienischen Pavillons auf der Weltausstellung Paris 1878.
Als Gartenarchitekt entwarf er nach dem aktuellen Stil der Naturgärten den Giardino Inglese am Viale Libertà und den Giardino Garibaldi auf der Piazza Marina in Palermo und den Englischen Garten in Caltagirone.
Er schrieb diverse Arbeiten zur Architektur.